# For Whom The Beat Tolls
For Whom the Beat Tolls är rapparen Canibus åttonde studioalbum. Släppt i USA den 12 juni 2007, och i övriga länder den 19 juni. Albumet läckte ut på internet den 4 juni 2007.

## Låtlista
1. "For Whom the Beat Tolls" – 2:12
2. "Harbinger of Light" – 3:23
3. "Poet Laureate Infinity v003" – 11:07
4. "Liquid Wordz" – 4:23
  - Med Killah Priest och Sun
5. "Father Author, Poor Pauper" – 3:27
6. "Dreamzzzzz" – 4:55
7. "Magnum Innominandum" – 3:01
8. "Layered Prayers" – 2:33
9. "The Fusion Centre" – 2:26
  - Med Vinnie Paz
10. "702-386-5397" – 4:05
11. "The Goetia" – 3:09
12. "Secrets Amongst Cosmonauts" – 4:30
13. "One Ought Not to Think" – 2:22
14. "Javelin Fangz" – 4:12
15. "There Has He Been" – 2:45
  - Med K-Solo
16. "Poet Laureate Infinity v004" – 11:33